# Hluski rajon
Hluski rajon (vitryska: Глускі раён, ryska: Глусский район) är ett distrikt i Belarus.   Det ligger i voblasten Mahiljoŭs voblast, i den centrala delen av landet, 130 km sydost om huvudstaden Minsk.